# 꽃가루

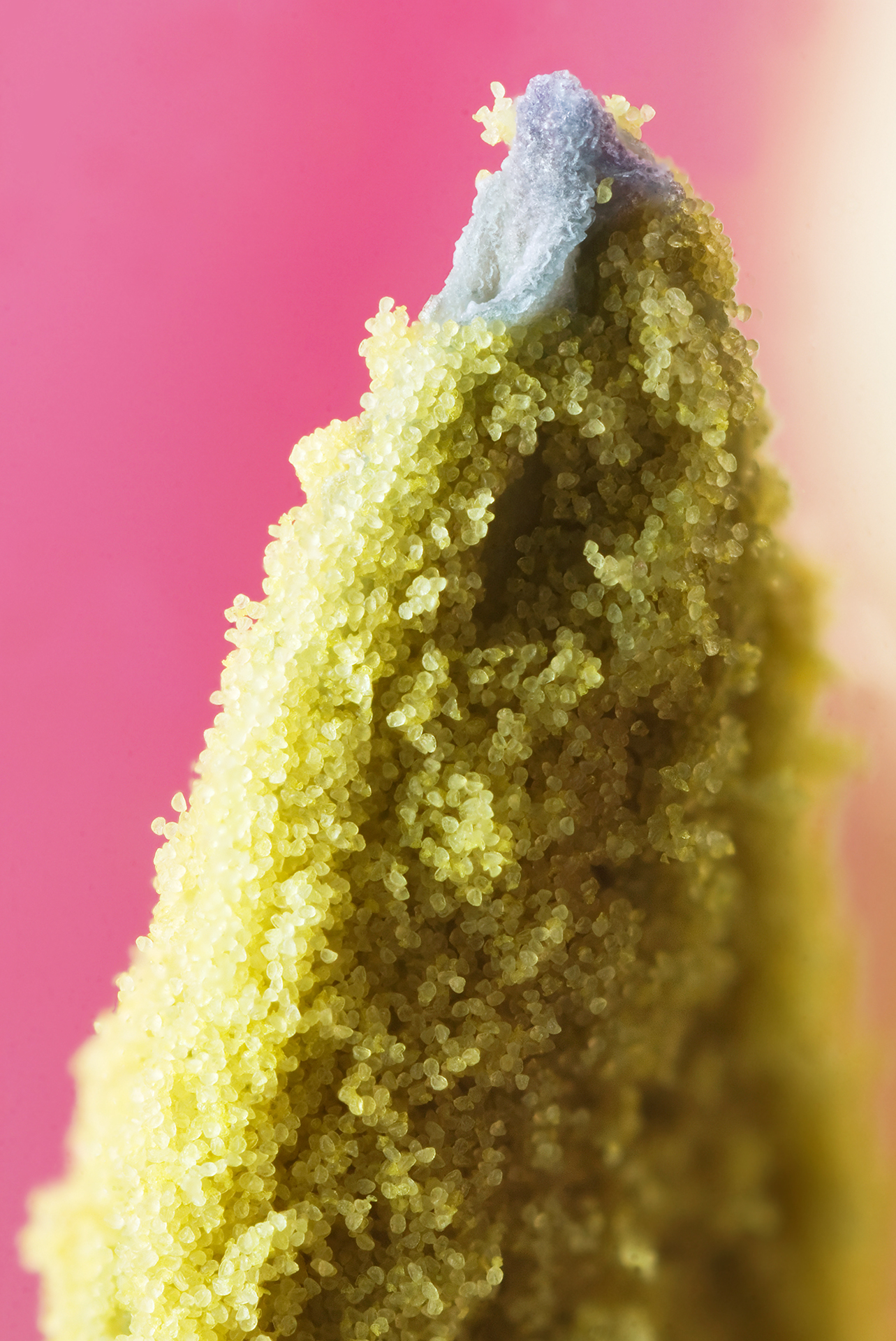
튤립의 수술에 수많은 꽃가루가 붙어있다.

꽃가루(영어: pollen, 문화어: 가루씨) 또는 화분(花粉)은 수술의 꽃밥 속에 들어 있는 낟알 모양의 생식 세포를 가리킨다. 화분립(花粉粒)이라고도 한다. 모든 식물이 각자의 방법으로 꽃가루를 보내며 식물에 따라서 곤충이나 바람의 힘을 이용하기도 한다.
꽃가루는 수술의 꽃밥 속에서 만들어진다. 수술의 꽃밥 속에는 많은 꽃가루 모세포(2n)가 있는데, 각각 감수 분열을 하여 4개의 꽃가루(n)를 만든다. 이와 같이 감수 분열에서 생긴 4개의 세포, 즉 소포자는 점차 종류에 따라 고유한 모양으로 변해가는데, 동시에 재래의 셀룰로스성(性) 세포벽 위에 종류마다 특유한 모양의 튼튼한 벽을 형성해간다. 이 때 안쪽의 벽을 내벽, 바깥쪽 벽을 외벽(외막)이라고 한다. 이 중 특히 외벽에는 스포로폴레닌이라는 물질이 있는데, 이것은 양치식물의 포자 세포벽에서도 볼 수 있는 극히 안정된 물질로, 현재까지 이것을 분해하는 효소의 존재는 밝혀지지 않고 있다. 오늘날까지도 오랜 옛날의 식물 꽃가루가 화석으로 잘 보존되어 과거의 식물을 추측할 수 있는 것은, 이 물질로 인해 꽃가루의 세포벽이 안정된 상태를 이루었기 때문이다.
한편, 꽃가루는 얼마 지나면 이 두꺼운 벽을 덮어쓴 채로 세포 분열을 한다. 보통 발생 때의 세포 분열에서는 서로 비슷한 세포가 만들어지는데, 여기에서 행해지는 분열은 서로 닮지 않은 세포를 만든다는 점에서 매우 특이하다. 즉, 큰 세포와 작은 세포가 생기는데, 이 때 작은 세포는 큰 세포 속에 떠 있는 상태가 된다. 이와 같은 큰 세포와 작은 세포 사이에는 크고 작다는 것 외에도 여러 가지 다른 점이 있다. 예를 들면, 작은 세포는 그 세포질이 거의 없이 핵만으로 이루어져 있다. 또한, 핵을 물들이는 카민(영어: carmine)이라는 색소를 사용하면 큰 세포의 핵은 보통 둥근 모양으로 연하게 염색되는 데 비해, 작은 세포의 핵은 다소 가늘고 긴 모양으로 진하게 물든다.
한편, 패스트 그린 FCF와 에오신이라는 색소는 핵 속에 있는 특별한 단백질을 물들일 때 쓰이는데, 이것을 사용하면 큰 세포의 핵은 녹색으로, 작은 세포의 핵은 붉게 물들어 2개 세포의 핵성질이 다르다는 것을 알 수 있다. 이와 같이 감수 분열로 생긴 세포는 전체의 영양을 담당하는 큰 세포와 생식에 관계하는 작은 세포로 분화되고 있다는 것을 알 수 있다. 이윽고 꽃밥이 성숙하면 성숙된 꽃가루는 꽃밥에서 떨어져 나와 흔히 우리 눈에 띄게 된다. 이 꽃가루 속에는 큰 세포인 꽃가루관핵(영양 세포)과 그 속에 떠 있는 작은 세포, 즉 생식핵(생식세포)이 자리잡고 있다.
꽃가루가 방출될 때는, 대부분 이러한 꽃가루관핵과 생식핵을 가진 2핵성 꽃가루인 것이 많으나, 식물에 따라서는 생식핵이 다시 한번 더 분열하여 2개의 정핵이 되어 3핵성 꽃가루로 되어 있는 것도 있다. 속씨식물 중에도 벼과나 국화과처럼 고등한 종류에서는 3핵성 꽃가루가 발달하여 있다.
꽃가루로 일어나는 알레르기 비염은 봄에 잦으며 일본에서는 전체 국민의 1/5이 이 비염으로 고생하고 있다.

## 같이 보기
- 송화 가루
- 알레르기성 비염(화분증)